# Romanian record charts
З 1990-х років у Румунії було відкрито кілька чартів. Топ-100 Румунії був національним чартом країни до 2012 року. Заснований у 1995 році, це був рейтинг, заснований на компіляції чартів, поданих місцевими румунськими радіостанціями. Топ-100 Румунії публікувався щотижня, а також був оголошений під час радіошоу, починаючи з 1998 року. Складанням списку спочатку займалася Body M Production AV, а потім Media Forest. У 2010-х чарт було анонсовано під час подкасту на Kiss FM, але трансляція припинилася в лютому 2012 року.
Пізніше того ж місяця Airplay 100 — який був складений Media Forest, а також транслювався Kiss FM — замінив румунський Top 100 як національний чарт. До його скасування в листопаді 2021 року він вимірював прослуховування пісень на радіостанціях і телеканалах по всій країні. Протягом короткого періоду часу наприкінці 2000-х і на початку 2010-х Nielsen Music Control і Uniunea Producătorilor de Fonograme din România (UPFR) спільно публікували чарти трансляції; UPFR відновив публікацію діаграм у листопаді 2021 року у співпраці з BMAT. Media Forest також випускає щотижневі радіо- та телевізійні чарти ефіру з 2009 року. У лютому 2022 року Billboard урочисто запустив Romania Songs, чарт для потокового та цифрового завантаження, складений MRC Data.